# Apagão na Europa em 2006
O apagão na Europa em 2006 foi uma interrupção significativa no fornecimento de eletricidade que ocorreu na Europa a 4 de novembro, onde mais de quinze milhões dos consumidores da Rede Europeia dos Operadores das Redes de Transporte de Eletricidade ficaram sem energia elétrica. As ações imediatas realizadas pelos operadores das redes de transporte, impediram que o apagão ocorresse em todo o continente europeu.

## História
O apagão deveu-se à simulação do desligamento da linha elétrica que cruzava o rio Ems no noroeste da Alemanha, para permitir a passagem do cruzeiro Norwegian Pearl sob os cabos aéreos. Em setembro, o estaleiro alemão Meyer Werft havia solicitado que as linhas Conneforde–Diele fossem desligadas a partir das 01:00, no dia 5 de novembro. Esta alteração foi comunicada aos operadores das redes de transporte próximos, que efetuaram as simulações para assegurar a estabilidade. Em consequência disso, o fluxo de energia previsto entre os operadores das redes de transporte foi diminuído das 00:00 às 06:00, no dia 5 de novembro. A 3 de novembro, o estaleiro solicitou que o desligamento fosse adiantado para o dia 4 de novembro, às 22:00. A empresa de eletricidade E.ON Netz considerou esta solicitação mais favorável e aprovou o pedido. No entanto, os operadores das redes de transporte próximos só foram comunicados acerca desta alteração tardiamente, e portanto, não foi realizada uma análise completa. Além disso, a capacidade de transporte já tinha sido vendida e não era possível a sua alteração, exceto em casos de força maior.
Após o segundo circuito ter sido desligado, os alarmes foram acionados, devido ao fluxo de alta potência. A linha Landesbergen–Wehrendorf também estava muito próxima do seu limite da sobrecarga. A eletricidade foi interrompida trinta minutos depois, tendo-se elevado posteriormente. A empresa E.ON Netz fechou um disjuntor inter-barras para reduzir o problema, mas na realidade acabou produzindo o efeito contrário, provocando erros na linha.
Vinte e oito segundos depois, o apagão estendeu-se por outros países da Europa, como a Polónia e República Checa na zona nordeste; Áustria, Bélgica, Croácia, Eslovénia, Espanha, França, Itália, Luxemburgo, Países Baixos, Portugal e Suíça na zona oeste; e Bósnia e Herzegovina, Bulgária, Grécia, Hungria, Macedónia, Montenegro, Roménia e Sérvia na zona sudeste. O apagão também afetou Marrocos, no norte de África.